# Edward Stanley Kellogg
Edward Stanley Kellogg (* 20. August 1870 in New York City; † 8. Januar 1948 in Bethesda, Maryland) war ein US-amerikanischer Marineoffizier. Zwischen 1923 und 1925 war er Militärgouverneur von Amerikanisch-Samoa.

## Werdegang
Im Jahr 1892 absolvierte Edward Kellogg die United States Naval Academy in Annapolis (Maryland). In den folgenden Jahren diente er auf verschiedenen Schiffen als Maschinenoffizier (Engineer) in der United States Navy. Er nahm auch am Spanisch-Amerikanischen Krieg von 1898 teil. 1920 schied er im Rang eines Captain aus dem aktiven Militärdienst aus.
Im Jahr 1923 wurde Kellogg reaktiviert und zum Gouverneur von Amerikanisch-Samoa ernannt. Dieses Amt bekleidete er als Nachfolger von Edwin Taylor Pollock zwischen dem 4. September 1923 und dem 17. März 1925. In dieser Zeit geriet er bald in Konflikt mit der einheimischen Bevölkerung. Er untersagte bestimmte traditionelle Trauerrituale und setzte einige Stammesfürsten mit der Begründung ab, ihre Existenz sei mit der Verfassung der Vereinigten Staaten unvereinbar.
Nach dem Ende seiner Zeit als Gouverneur zog er sich endgültig in den Ruhestand zurück. Er starb am 8. Januar 1948 im Marinehospital in Bethesda und wurde auf dem Nationalfriedhof Arlington in Virginia beigesetzt.